# ألبرتو راميريز
ألبرتو راميريز (بالإسبانية: Alberto Ramírez Torres)‏ (1 فبراير 1986 في المكسيك - ) هو لاعب كرة قدم مكسيكي في مركز الوسط. شارك مع منتخب المكسيك لكرة القدم. أما مع النوادي، فقد لعب مع إنتر توركو ونادي تيكوس وIndios de Ciudad Juárez ‏ وOulun Palloseura ‏.

## وصلات خارجية
- ألبرتو راميريز على موقع الاتحاد الدولي (مؤرشف)  (الإنجليزية)
- ألبرتو راميريز على موقع قاعدة بيانات كرة القدم.إي يو (الإنجليزية)
- ألبرتو راميريز على موقع Soccerway.com (الإنجليزية)